# Eisenbahnbrücke La Voulte
Die Eisenbahnbrücke La Voulte (französisch viaduc de La Voulte) ist eine eingleisige Eisenbahnbrücke, die bei dem Ort La Voulte-sur-Rhône im Département Ardèche die Rhône überquert. Sie bildet eine Querverbindung zwischen der am rechten Ufer der Rhône verlaufenden Bahnstrecke Givors-Canal–Grezan (eine Teilstrecke der Verbindung Lyon–Nîmes) und der Bahnstrecke Paris–Marseille am linken Ufer, die in Livron-sur-Drôme erreicht wird.
Die nach dem Zweiten Weltkrieg wiederaufgebaute, 1955 eröffnete Eisenbahnbrücke La Voulte war die erste französische Eisenbahn-Spannbetonbrücke.

## Brücke von 1861

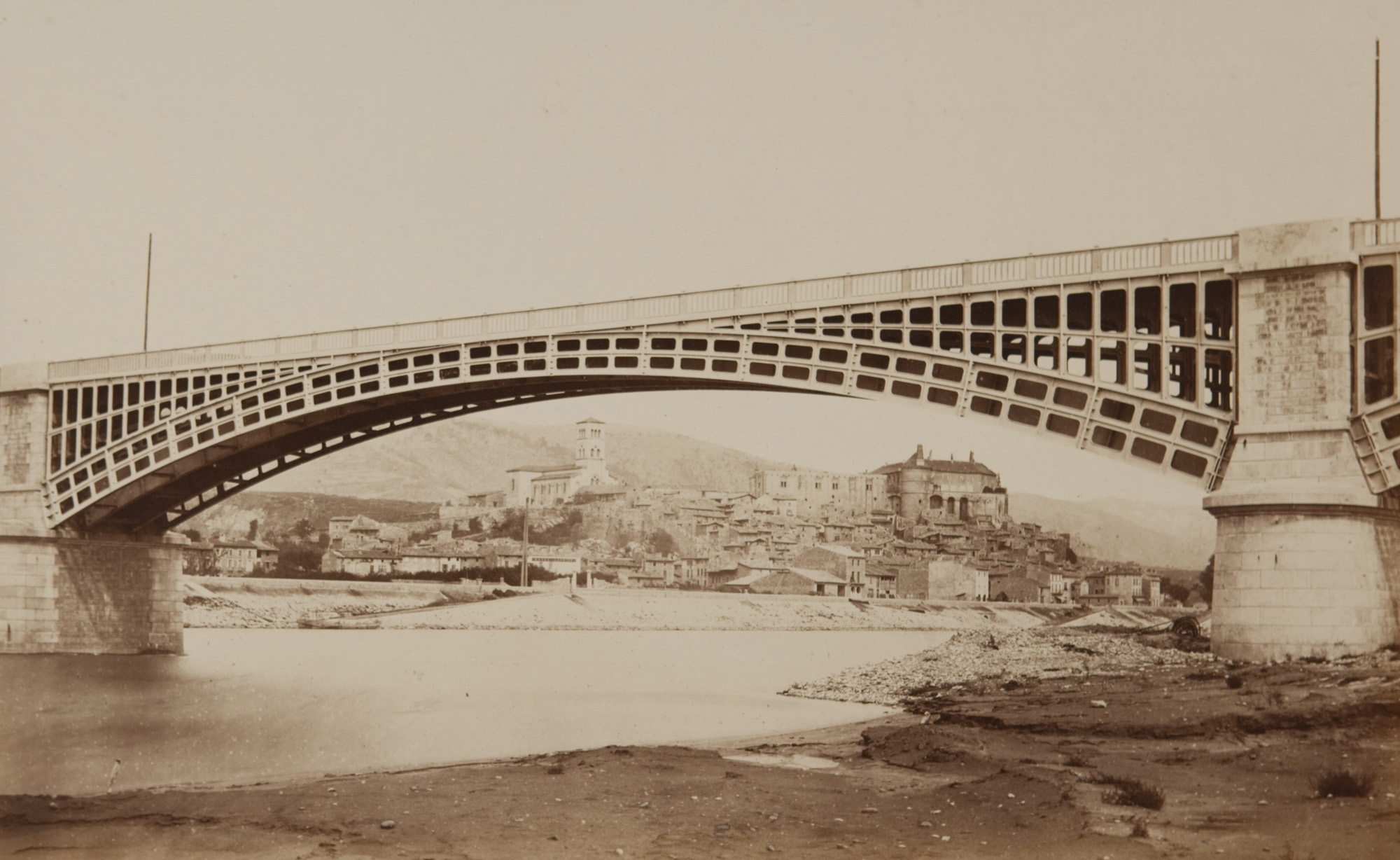

Die erste Eisenbahnbrücke an dieser Stelle entstand aufgrund einer Lizenz, die der Bahngesellschaft Compagnie des chemins de fer de Paris à Lyon et à la Méditerranée (PLM) erteilt worden war. Erbaut wurde sie von dem später als Fives-Lille firmierenden Unternehmen. Das 284 m lange und 7 m breite Bauwerk bestand aus fünf Segmentbogen mit Stützweiten von 55 m, die sich auf massiven Mauerwerkspfeilern abstützten. Entsprechend einer damals in Frankreich verbreiteten Bauweise bestand jeder der großen Bögen aus vier parallelen gusseisernen Bogenträgern, die ihrerseits aus einer Reihe von miteinander verschraubten Einzelstücken bestanden. Die Bogenzwickel waren durch zwei Reihen gusseiserner Formteile zur Aufständerung des Fahrbahnträgers ausgefüllt. Die Bogenträger waren durch eiserne Traversen in den Zwischenräumen versteift. Die Gründung der Pfeiler durch Senkkästen ähnelte dem zuvor bei der Rheinbrücke Kehl erprobten Verfahren.
1913 gab es Pläne, die Brücke durch eine Stahlkonstruktion zu ersetzen, die aber wegen des Ersten Weltkrieges zurückgestellt und schließlich aus Geldmangel aufgegeben wurden. 1923 verstärkte man die Brücke durch eine Ummantelung aus Stahlbeton. Auf diese Weise überdauerte die Brücke, bis sie im Zweiten Weltkrieg bei den Luftangriffen der Alliierten im August 1944 zerstört wurde.

## Brücke von 1955
1948 plante die Staatsbahn SNCF, die Brücke auf den vorhandenen Pfeilern als Stahlbeton-Bogenbrücke wiederaufzubauen. Die Arbeiten mussten jedoch aus Budgetgründen bis 1952 unterbrochen werden. Nicolas Esquillan, zu der Zeit Technischer Direktor der mit der Ausführung beauftragten Fa. Boussiron, schlug vor, in der Gegend mit häufigem Mistral Lehrgerüste zu vermeiden und statt der Bogen- lieber eine Balkenbrücke auszuführen. Die SNCF akzeptierte, verlangte aber eine Ausführung als Spannbetonbrücke.
Die Brücke wurde zwischen 1952 und 1955 erbaut. Sie ist 300 m lang, unterteilt in 5 Brückenfeldern mit Pfeilerachsabständen von 60 m. Die Spannweite zwischen den V-förmigen Stützen beträgt 56 m. Der Fahrbahnträger ist ein dreizelliger, 5,50 m breiter und 2,40 m hoher Spannbeton-Hohlkasten. Auch die V-förmigen Stützen haben im oberen Teil einen Hohlquerschnitt, während der untere Teil aus massivem Stahlbeton besteht. Der Fahrbahnträger wurde mit Hilfe einer Bailey-Brücke im Freivorbau in Abschnitten von jeweils 2,75 m betoniert. Tragwerksplaner war Nicolas Esquillan.
An die Brücke schließt sich auf dem rechten Ufer eine Stahlbeton-Plattenbrücke als Durchlass für die Straße D86 an.